# 幸町 (瀬戸市)
幸町（さいわいちょう）は、愛知県瀬戸市陶原連区の町名。丁番を持たない単独町名である。

## 地理
- 瀬戸市の中央部に位置する[8]。西を陶原町、北を山脇町・西蔵所町・西本町・銀杏木町、東を西茨町、南を東権現町と隣接している[8]。
- 住宅と商店の混在する地域で、銀行や大型スーパーがあり、市の代表的な商業地域である[8]。

### 河川
- 瀬戸川[8] ： 町の北西端、山脇町との町境付近を西流している。
- 東茨川（瀬戸川支流） ： 町の北端、銀杏木町・西本町との町境付近を西流し、町の北東端で瀬戸川に注ぎ込んでいる。

- 瀬戸川（幸町・山脇町境）
- 東茨川（幸町内）
- 瀬戸川と東茨川の合流点（瀬戸橋下）

### 学区
市立小・中学校に通う場合、学区は以下の通りとなる。また、公立高等学校普通科に通う場合の学区は以下の通りとなる。
| 番・番地等 | 小学校             | 中学校               | 高等学校 |
| ---------- | ------------------ | -------------------- | -------- |
| 全域       | 瀬戸市立陶原小学校 | 瀬戸市立水無瀬中学校 | 尾張学区 |

## 歴史

### 町名の由来
かつて、このあたりを大国町、後に御幸町といっていたところから名付けられたとされる。

### 沿革
- 1942年（昭和17年）1月9日 - 瀬戸市大字瀬戸字東犬塚の一部により、同市幸町として成立[2]。

## 世帯数と人口
2024年（令和6年）12月1日現在の世帯数と人口は以下の通りである。
| 町丁 | 世帯数 | 人口 |
| ---- | ------ | ---- |
| 幸町 | 23世帯 | 28人 |

### 人口の変遷
国勢調査による人口の推移
| 1995年（平成7年）  | 100人 | [ 12 ] |  |
| 2000年（平成12年） | 62人  | [ 13 ] |  |
| 2005年（平成17年） | 48人  | [ 14 ] |  |
| 2010年（平成22年） | 42人  | [ 15 ] |  |
| 2015年（平成27年） | 41人  | [ 16 ] |  |
| 2020年（令和2年）  | 33人  | [ 17 ] |  |

### 世帯数の変遷
国勢調査による世帯数の推移。
| 1995年（平成7年）  | 65世帯 | [ 12 ] |  |
| 2000年（平成12年） | 35世帯 | [ 13 ] |  |
| 2005年（平成17年） | 29世帯 | [ 14 ] |  |
| 2010年（平成22年） | 26世帯 | [ 15 ] |  |
| 2015年（平成27年） | 28世帯 | [ 16 ] |  |
| 2020年（令和2年）  | 24世帯 | [ 17 ] |  |

## 交通

### 鉄道
町内に鉄道は走っていない。最寄り駅は名鉄瀬戸線尾張瀬戸駅になる。

### バス
名鉄バス「本地ヶ原線」
- 【36】名鉄バスセンター - 引山 - 四軒家 - 本地ヶ原 - 瀬戸駅前 系統
- 【50】【51】【52】藤が丘 - 愛知医科大学病院 - 本地ヶ原 - 瀬戸駅前 系統

名鉄バス「東山線」
- 【43】【44】藤が丘 - 岩作 - 本地口 - 瀬戸駅前 系統

以上の2路線6系統が走っているが、町内にバス停はない。最寄りのバス停は、瀬戸駅前バス停になる。

### 道路
- 国道155号 ： 町の北西端をかすめるように通っている。
- 国道363号・愛知県道61号名古屋瀬戸線（重複区間） ： 町の北西部を西から北に向かって通っている。なお、愛知県道61号は北西部の瀬戸橋交差点が終点となる。

- 国道155号・363号標識（瀬戸橋交差点西）

## 施設
- 三菱UFJ銀行瀬戸支店[8] ： 金融機関コード（店番号）は0005（214）[18]。当銀行瀬戸市唯一の支店[18]。テレビ窓口・身体認証機付ICキャッシュカード対応ATM・音声案内付きATMを設置している[18]。
- アピタ瀬戸店 ： 食料品売り場と24の専門店からなる[19]。営業時間9:00〜21:30[19]。定休日なし[19]。駐車場600台[19]。
- カフェレスト シャレード ： 昔ながらの喫茶店[20]。平日限定の日替わり弁当はリーズナブルで大満足[20]。
- 焼きそば 一笑 ： 宮前商店街[注釈 1]の人気店で、惜しまれつつ閉店した「福助」の味を受け継ぐ[21]。店内のカウンター席での食事も可能[21]。
- 御料理 しばた ： カウンター席と個室2席の隠れ家のような小料理店[22]。昼は彩り弁当、夜は会席料理・一品料理が楽しめる[22]。

- 三菱UFJ銀行瀬戸支店
- アピタ瀬戸店
- カフェレスト シャレード
- 焼きそば 一笑
- 御料理 しばた

## その他

### 日本郵便
- 郵便番号 : 489-0818[6]（集配局：瀬戸郵便局[23]）。